# Pierre Kamel Medawar
Pierre Kamel Medawar SMSP (* 26. Dezember 1887 in Haifa, damals Osmanisches Reich, heute Israel; † 27. April 1985) war Weihbischof im Melkitischen Patriarchat von Antiochien.

## Leben
Am 15. August 1938 empfing er die Priesterweihe zum Ordenspriester der Missionsgesellschaft des heiligen Paulus.
Es folgte am 13. März 1943 die Ernennung zum Weihbischof in Antiochien und zum Titularbischof von Pelusium dei Greco-Melkiti. Der Patriarch von Antiochien, Kyrillos IX. Moghabghab, spendete ihm am 6. Juni 1943 die Bischofsweihe; Mitkonsekratoren waren Dionisio Kfoury BS, Weihbischof und Patriarchalvikar von Alexandria, sowie Erzbischof Cyrille Riza, Weihbischof in Damaskus.
1969 wurde er altersbedingt emeritiert. Er war Teilnehmer an der dritten Sitzungsperiode des  Zweiten Vatikanischen Konzils und Mitkonsekrator bei den Weihen der Erzbischöfe Maximos V. Hakim, Elias Zoghbi, Joseph Elias Tawil und Nicolas Hajj SDS.